# Берлинская академия старинной музыки

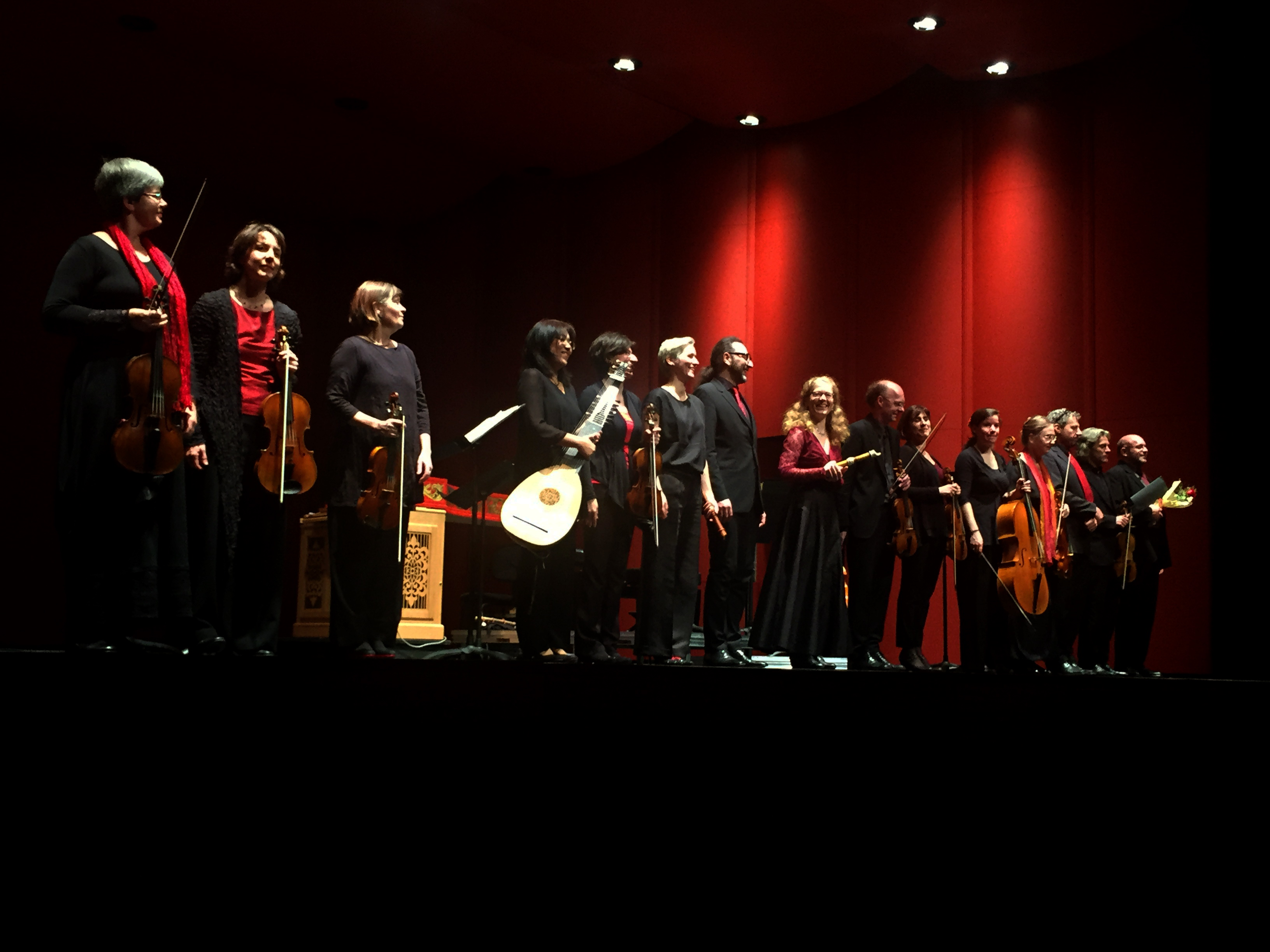
Выступление ансамбля в 2015 году

Берлинская академия старинной музыки (нем. Akademie für Alte Musik Berlin) – немецкий ансамбль старинной музыки, специализирующийся на музыке барокко (барочный оркестр).
Создан в 1982 году в Восточном Берлине (ГДР). Оркестром дирижировали разные музыканты, в последние годы коллектив играет в основном под руководством Рене Якобса и Маркуса Крида. С 1994 записывается исключительно на французской звукозаписывающей фирме Harmonia Mundi (Арль). Концертировал по многим странам Европы, в Латинской Америке и США, в странах Азии.
Помимо барочной музыки, исполняет произведения романтиков (Шуман), современных композиторов (Паскаль Дюсапен, Тосио Хосокава). С оркестром выступали Доротея Рёшман, Вивика Жено, Тон Копман, Андреас Штайер, Андреас Шолль, сотрудничала Саша Вальц и др.
Оркестр записал произведения Пёрселла, Глюка (Итальянские арии с Чечилией Бартоли, премия Грэмми, 2002), Генделя, Иоганна Себастьяна и Карла Филиппа Эммануила Баха, концерты и сюиты Телемана, сочинения Моцарта, Кайзера, Алессандро Скарлатти, концерты Боккерини и др.
Многократные лауреаты премий Золотой диск, Граммофон, музыкальной премии Эдисона и многих других наград.